# Хібіни (аеропорт)

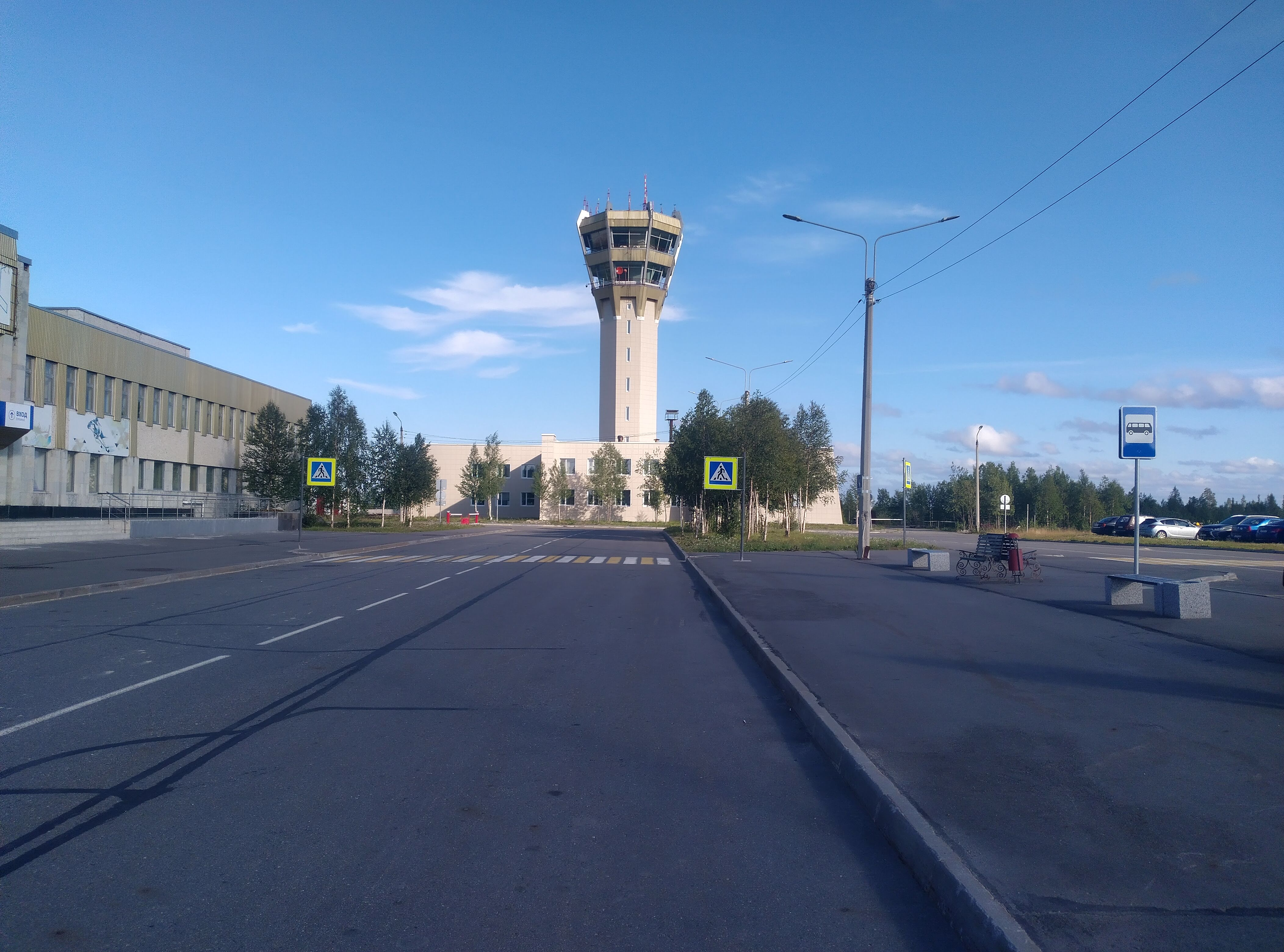
Вежа керівника польотів

Хібіни — аеропорт спільного базування в Мурманській області, в 15 км на південь від міста Апатити.
У літню та зимову навігацію аеропорт обслуговує цивільні літаки авіакомпанії Северсталь (Canadair RJ200) та S7 Airlines (Airbus A320), раніше був також місцем базування військової авіації — 227-ї окремої вертолітної ескадрильї (вертольоти Мі-8).

## Історія

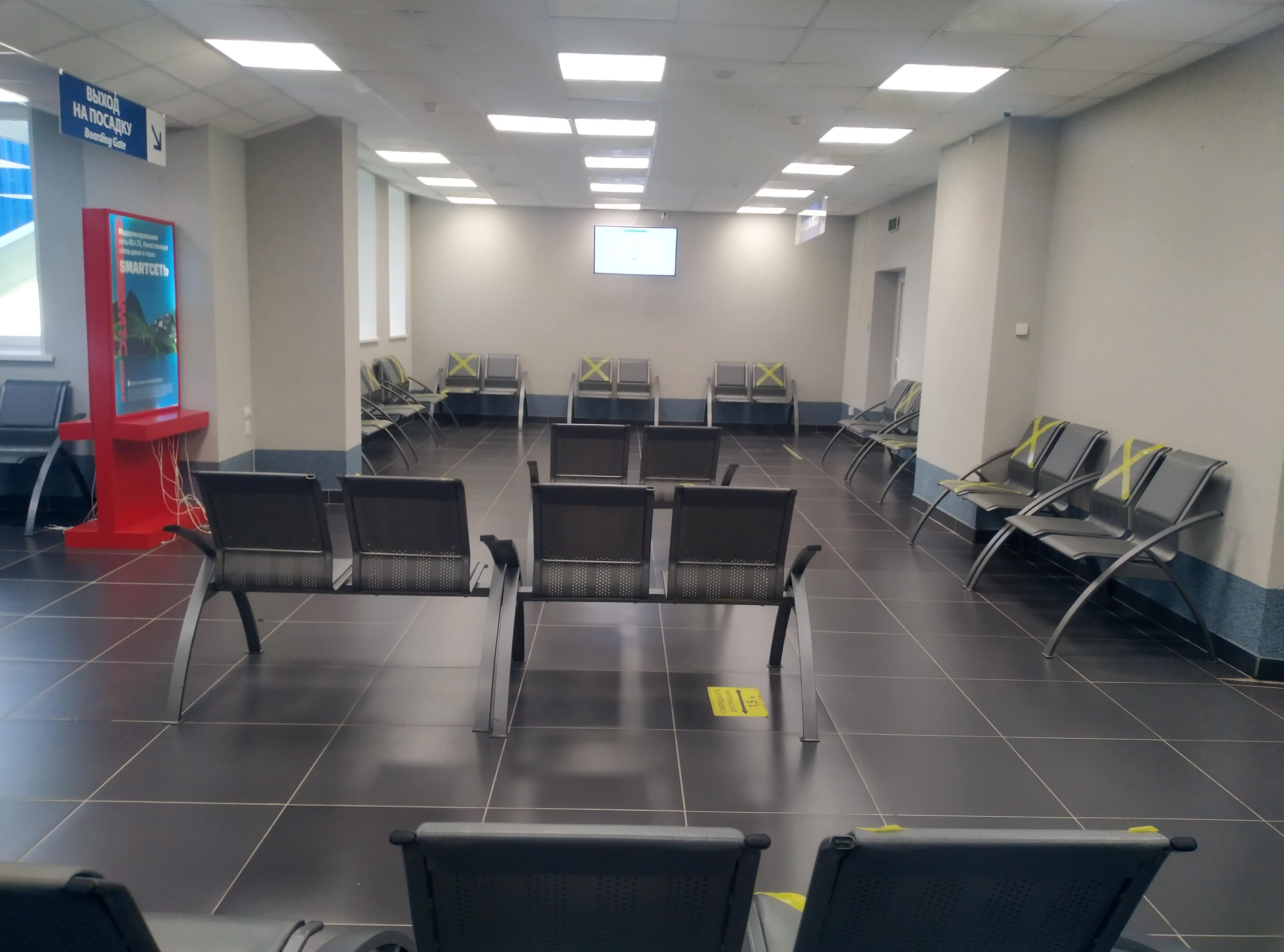
Накопичувач

На початку 1994 року аеропорт, що розташувався на колишньому військовому аеродромі, було відкрито для пасажирів. До відкриття аеропорту функції «другого аеропорту Мурманської області» виконував аеродром Кіровськ-Апатити, розташований поблизу 9-го кілометра автодороги Апатити-Кіровськ.
На початку 1994 року аеропорт, що розташувався на колишньому військовому аеродромі, було відкрито для пасажирів [джерело не вказано 1387 днів]. До відкриття аеропорту функції «другого аеропорту Мурманської області» виконував аеродром Кіровськ-Апатити, розташований поблизу 9-го кілометра автодороги Апатити-Кіровськ [джерело не вказано 1387 днів].
У 1996 році ГУАП Хібін перестало виконувати рейси та пізніше було визнано банкрутом. В 1997 на зміну прийшло ВАТ «Аеропорт».
З 25 січня 2011 року виконувались рейси до Москви (Домодєдово) літаком Bombardier CRJ-200 авіакомпанії РусЛайн.
З 29 червня 2012 почали виконуватися регулярні рейси в Москву (Домодєдово) на літаку Ту-134А-3 авіакомпанії Центр-Південь.
З 12 серпня 2013 — початок регулярних рейсів за маршрутом Апатити — Санкт-Петербург на літаку Ан-24РВ авіакомпанії Псковавіа.
Наприкінці 2014 року було заявлено про намір надати аеропорту статусу міжнародного до 2016 року.
У 2015 році Аеропорт «Хібіни» вперше у своїй історії прийняв Боїнг-737.
14 лютого 2019 аеропорт прийняв російський літак Сухий Суперджет 100.
З 1 квітня 2019 року з'явився новий рейс до Череповця.
З 11 лютого 2022 до виконання рейсів з Санкт-Петербурга в «Хібіни» приступила авіакомпанія «Росія», а з 26 грудня — з Москви (Шереметьєво) в Апатити почав літати «Аерофлот».

## Показники діяльності
| рік            | 2014 | 2015 | 2016 | 2017 |
| тис. пасажирів | 20,7 | 39,6 | 52,5 | 60,1 |
| Джерела:       |      |      |      |      |

## Маршрутна мережа
| Авіакомпанія | Пункт призначення                                                              |
| ------------ | ------------------------------------------------------------------------------ |
| S7 Airlines  | Домодєдово (Москва)                                                            |
| Росія        | Санкт-Петербург                                                                |
| Северсталь   | Шереметьєво (Москва), Санкт-Петербург, Архангельськ Сезонні рейси: Анапа, Сочі |

## Транспортні комунікації
Аеропорт пов'язаний з містами Апатити та Кіровським приміським маршрутом автобуса № 130 «вулиця Олімпійська — Аеропорт „Хібіни“».